# Ókori Róma
Az ókori Róma összefoglaló név alatt Róma ókori városállamát, illetve az abból kinőtt és a Földközi-tenger térségére, valamint Európa és a Közel-Kelet jelentős részére kiterjedő ókori civilizációt értjük. 12 évszázados fennállása alatt (i. e. 8. század – i. sz. 5. század) a római civilizáció kis helyi királyságból a hatalmas Római Birodalommá nőtt, amelyben a meghódított területek nagy részének lakossága asszimilálódott, és a római civilizáció részesévé vált. Az ókori Görögországot és az ókori Rómát együttesen „klasszikus ókori civilizációnak” vagy „antik világnak” nevezik. Az ókori Róma többek között az irodalom, a jog, a nyelvek, az építészet, a művészet és tudományok (utóbb, a birodalmi korszakban) a hadviselés terén egyaránt óriási hatást gyakorolt Európa későbbi fejlődésére.

## Földrajz
Itália a Földközi-tengerbe ékelődő félsziget, azt szinte kettévágva egy nyugati és egy keleti medencére. Fekvése kedvező, mert központi helyet foglal el az ókor fő közlekedési és kereskedelmi útvonalán. Az itt élő népek számára mégis a szárazföld volt a fontosabb, hiszen Itália tagolatlan partvidékei kevésbé kedveztek a hajózásnak, a félsziget kiterjedt medencéi (pl. Etruria, Latium) viszont jó lehetőségek biztosítottak a földművelésre.

## Népessége

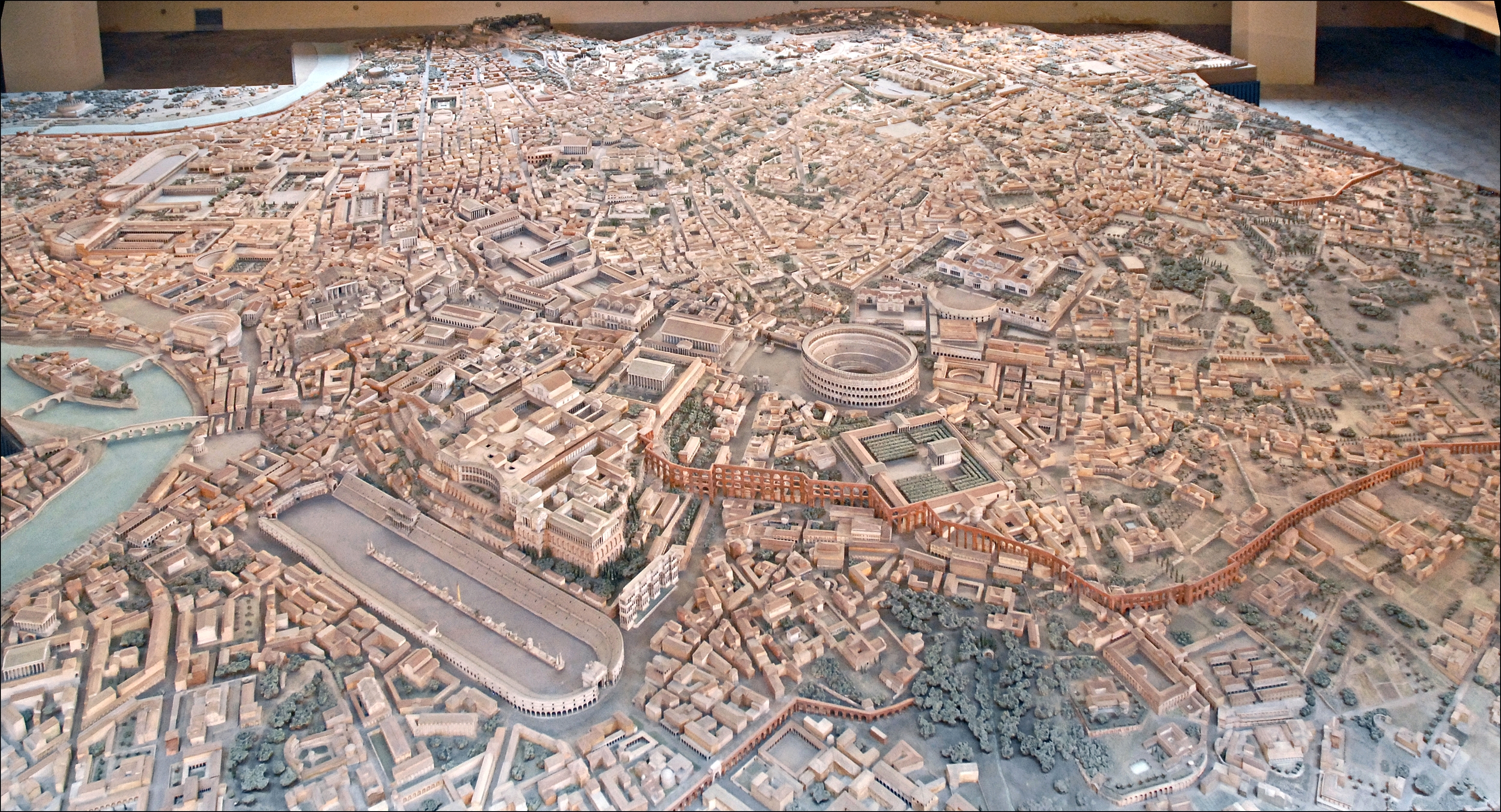
A császárkori Róma makettje

A mai kutatók alapján az ókori Róma városának népessége fejlődése csúcsán legalább 750 ezer fő volt, elérhette, vagy akár meg is haladhatta az egymilliót.
Három történészprofesszor becslése alapján Róma városának népessége az időszámításunk utáni évektőlː
| Év  | Ian Morris (2010) | G. Modelski (2003) | T. Chandler (1987) |
| --- | ----------------- | ------------------ | ------------------ |
| 1   | 1 000             | 800 000            |                    |
| 100 |                   | 1 000              | 450 000            |
| 180 |                   |                    | 600 000            |
| 200 | 800 000           | 1 200 000          |                    |
| 280 |                   |                    | 500 000            |
| 300 |                   | 1 000              |                    |
| 400 | 500 000           | 800 000            |                    |

## Története

### Róma alapítása

#### A hagyomány szerint
Róma alapításáról két monda született.

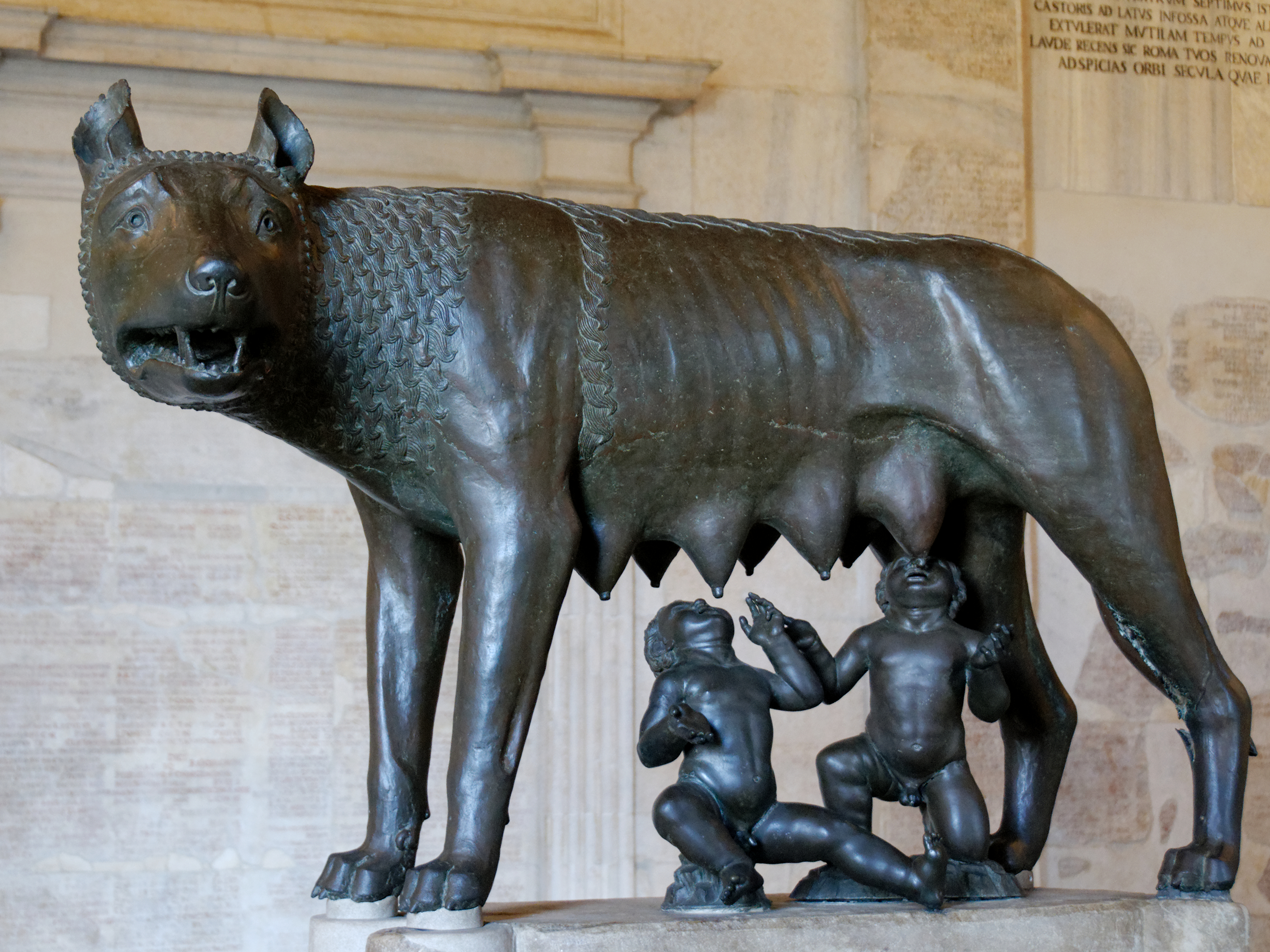
Romulus és Remus az anyafarkassal

- Az egyik szerint Róma városát Romulus és Remus, Mars hadisten és Rhea Silvia ikergyermekei alapították. Romulus magának akarta az uralmat, ezért megölte Remust, s ő lett Róma első királya. A város alapítását a hagyomány Kr. e. 753. április 21-ére tette.[5]
- A másik szerint a rómaiak Trójából származnak. A város pusztulása után hajón érkeztek Itália középső vidékére. Miután az itt élő latinokkal szerződést kötve letelepedtek, hosszú ideig békében éltek. Egyszer az egyik királyukat gonosz öccse elűzte a trónról. Az új király megparancsolta a szolgáinak, hogy testvére unokáit vessék a Tiberis folyóba. Így akarta elkerülni, hogy a trónt később elvegyék tőle. A kosárba tett ikerfiúkat a megáradt, medréből kilépett Tiberis nem sodorta el, hanem a partra tette. Romulust és Remust egy anyafarkas mentette meg. Megvédte és táplálta a gyermekeket, majd a környékbeli pásztorok nevelték fel őket. Vitéz, erős fiatalokká váltak, és visszaszerezték nagyapjuk trónját. Mivel ikrek voltak, életkoruk alapján nem tudták eldönteni, hogy melyikük legyen a király, és alapítsa meg csodás megmenekülésük helyén az új várost. Felmentek tehát egy-egy dombra, ahonnan az eget kémlelték madárjóslatra várva. Remusnak hat, Romulusnak tizenkét saskeselyű jelent meg. Így Romulus lett az új város ura, melyet róla nevezték el Rómának. A mondák szerint a városalapítás itt is Kr. e. 753-ban történt.

#### Mai vélekedések
Újabb ásatási eredmények szerint a hagyományoknál több mint száz évvel korábban kerülhetett sor a város alapítására.
A régészeti források szerint az Alba Longából érkezett latinok először a Palatinus-hegy két emelkedésén, a Palatiumon és a Cermaluson telepedtek meg, majd benépesítették a többi magaslatot is. Az ásatásokon feltárt házmaradványok, vízgyűjtő medencék és a tárgyi emlékek alapján valószínűsítik, hogy itt jött létre az ősi város magja, a Roma Quadrata.
Az Esquilinus, Viminalis és Quirinalis dombokon a hagyomány szerint a szabinok települtek le. A Palatinus lakóival való egyesülésükkel lényegében befejeződött Róma megalapítása. A monda szerint, miután a szabin nők elrablása miatti viszálykodás elcsitult, a latin és szabin nép közös államban egyesült, és Titus Tatius, a szabin király Romulus társa lett.
Zlinszky János elmélete, amelyet Titus Livius és több más római történetíróra alapozott, azt állítja, hogy Rómát kalandorok és a társadalomból kitaszított egyének alapították, akik a városban menedékjogot kaptak. Belőlük hozta létre az első uralkodó a római államot. Ezt az elméletet támasztja alá a római társadalmi szervezet is, amelynek egységei szinte egy időben jöttek létre (organikus fejlődés esetén ez akár nemzedékeket is igénybe vehet), és formájukban a szomszédos latin városállamokéra hasonlítottak – ahonnan a kitaszított egyének érkeztek. Erre további bizonyíték még, hogy a XII táblás törvényekben külön törvény van a nemzetségtagok egymás utáni örökléséről és az egymás feletti gondnokságáról, míg ezt a környező többi államban nem volt fontos törvénybe foglalni. A XII táblás törvényekben még benne található az is, hogy a nemzetségek tagjai nem agnát rokonok, ami arra enged következtetni, hogy ezeket mesterségesen hozták létre.

### A királyság kora Rómában

Területek római irányítás alatt
Római Köztársaság
Római Császárság
Nyugatrómai Birodalom
Keletrómai Birodalom

A mondák szerint Róma első királya Romulus volt, és őt még hat követte. Közülük az utolsó három etruszk királyt valós személynek tartják.
A római társadalom ősi nemzetiségi szervezetébe két réteg tartozott. A vezető réteget a földbirtokos családok, a patriciusok (jelentése: „jó apától származó”) alkották. Soraikból került ki a királyok tanácsadó testülete, a senatus (vének tanácsa). Ők katonáskodtak, mert a hadi felszerelés (lovak, harci kocsi) drága volt. Sajátos helyzetű réteget jelentettek a kisebb vagyonú kliensek (pártfogoltak), akik a patríciusoktól függtek, és azok támogatását élvezték. Pártfogójuknak engedelmességgel tartoztak, és különféle feladatokat végeztek el számukra. A nemzetségeken kívüliek a plebejusok (köznép) voltak. Nem rendelkeztek polgárjoggal, nem tekintették őket a római nép (Populus Romanus) részének. Így politikai jogokkal sem bírtak. Ők a kis parcellákon dolgozó parasztok, és közülük került ki a csekély számú kézműves és kereskedő. Az etruszk királyok kora kedvezett a plebejusoknak. A nagy építkezések (városfal, mocsarak lecsapolása) megrendeléseket, munkaalkalmat, így anyagi biztonságot adtak nekik. A hadászati változások (a gyalogság jelentőségének növekedése) és az olcsóbb vasfegyverek elterjedése katonai szerepüket erősítette.

### A köztársaság kora
Az etruszk uralkodók a plebejusokra kívántak támaszkodni a patríciusokkal szemben. Válaszként – kihasználva az etruszkok meggyengülését – i. e. 510 körül a patríciusok elűzték a királyt (Traquinius Superbust). Rómában arisztokratikus köztársaság jött létre. A köztársaságot a római polgárok, vagyis a patríciusok által választott tisztségviselők (magistratusok) irányították. A visszaélések elkerülése végett a görögökhöz hasonlóan ugyanazt a tisztséget többen (általában ketten) is betöltötték, így egymást ellenőrizhették. A megbízási idő többnyire egy évre korlátozódott. Fizetség nem járt érte, ezért csak vagyonos polgárok vállalhatták a sok kiadással járó hivatalokat. Emiatt viszont a megvesztegetés esélye kisebb volt. Az állam élén a két consul állt. Békében ők gyakorolták a legfőbb hatalmat, háborúban a hadsereget vezették. A senatus tagjai a legtekintélyesebb patrícius családfők, létszáma kezdetben 100, majd 300 fő volt a köztársaság időszakában. A consulok helyettesítésére két praetort választottak. Ha a consul és a praetor is háborúzott, akkor legfeljebb hat hónapra dictatort választottak, aki minden ügyben saját belátása szerint dönthetett. Mindenki köteles volt neki ellentmondás nélkül engedelmeskedni. A diktátort később sem vonhatták felelősségre azért, amit hivatali ideje alatt tett. A köztársaság kezdetén Rómában csak a patríciusoknak volt népgyűlésük. Ez azonban a szenátus mellett jelentős befolyással nem rendelkezett.

## A római civilizáció

### Társadalom
A vezető réteget a földbirtokos patriciusok (jelentése: „jó apától származó”) alkották. Földjeiket származás alapján, mint a Rómát alkotó 300 nemzetség leszármazottai kapták az állami földekből (ager publicus). Közülük került ki a vének tanácsa, a senatus (kiejtése: szenátusz), és ők adták a bronzfegyverekkel felszerelt római hadsereget. Az elszegényedett nemzetségtagokból jött létre egy sajátos réteg, a cliensek (ejtsd: kliensz vagy kliens) vagy más néven a nobilitas. Támogatásért szolgálták a vagyonosabb, patrícius nemzetségtagokat. A nemzetséghez nem tartozók és a bevándorlók voltak a plebejusok (tömeg). Eleinte nem rendelkeztek polgárjoggal, nem voltak a római nép (Populus Romanus) része, így politikai jogokkal sem bírtak. Nem részesedhettek az ager publicusból, de kisebb parcellát kaphattak. Szegények éppúgy akadtak közöttük, mint gazdagabbak. Ők alkották a parasztságot, a kevés kézművest és kereskedőt. Szerepük az etruszk korban nőtt, mivel az olcsóbb vasfegyverek és vasszerszámok elterjedése révén számolni kellett mind a katonai (nehézgyalogság), mind a gazdasági jelentőségükkel. Később Róma sorozatos háborúkat folytatott szomszédaival, melyek földet és zsákmányt jelentettek a város számára, minden lakójának hasznot hoztak. Ám az egyes rétegek nem egyenlő mértékben részesedtek a terhekből és a jogokból. Ugyanakkor a plebejusok szerepe a harcokban egyre nőtt, hiszen ők adták a hadsereg fő erejét kitevő nehéz-gyalogságot. Így a plebejusokhoz tartozó vagyonos kereskedők, iparosok, parasztok eredményesen indíthattak harcot követeléseik teljesítéséért. Legfőbb követelésük a római polgárjog elnyerése volt. Jogi egyenlőséget kívántak, hogy a törvények ne tegyenek különbséget patrícius és plebejus között, részesedhessenek az ager publicusból, és követelték a szegényebb rétegeket sújtó adósrabszolgaság eltörlését. Mivel a hódítások csak belső egység mellett voltak folytathatók, és ahhoz a plebejusok támogatása is kellett, követeléseiket sikerült fokozatosan elfogadtatniuk. Több évszázados küzdelmük együtt zajlott le Itália meghódításával.

### Városi élet
A Római Birodalom hatalmas kiterjedésű volt. Róma városa történelme kezdetén kis település volt, majd császárok hatalmas városává nőtte ki magát. Eleinte etruszk királyok uralkodtak, de a nép elkergette őket, és kialakult a köztársaság. A rómaiak uralmuk alá vonták az itáliai népeket, és veszélyt jelentettek a környező birodalmakra is. Róma a mai Spanyolország területén, Afrikában, az ókori Görögország területén és Európa más részén is szerzett területeket. A város óriási volt, sok ember volt összezsúfolva egy helyen, nagy volt a nyüzsgés. Az emberek a környező területekről és Itália más részeiről, a jobb élet reményében vándoroltak ide. Rómában nem volt könnyű megélni még a kereskedők számára sem. A szegény vidékiek bérmunkát vállaltak műhelyekben, és a kereskedők raktáraiban dolgozhattak. Bérükből nem maradt sok a megélhetésre, mivel sok adót kellett fizetniük a házakra. Ezért a házak olyan felépítésűek voltak, hogy minél többen elférhessenek bennük. Általában olcsóbb kőművesekkel építtettek bérházakat. Ezek falai hamar átnedvesedtek, sötétek és nyirkosak voltak. Gyakran több család lakott egy pincehelyiségben. A városnak nagy forgalmú kikötője, Ostia volt, ahová főként kereskedők portékái, de az elfoglalt területekről nagy tömegű élelem és használati tárgy is érkezett. Mivel a városnak sok élelemre volt szüksége, ezt a gondot úgy oldották meg, hogy az elfoglalt területekről hozatták be az élelmet. Ez általában nagy raktárakba került, s onnan a kereskedők szállították eladásra. Főként olaj, bor és gabona érkezett. A folyékony dolgokat lezárt edényekben szállították, amelyeken fel kellett tüntetni az edény tartalmát és a szállított mennyiséget. Azokat az edényeket, amelyekben olajat szállítottak, összezúzták, mivel sokáig tartott volna tisztítani, ezért inkább újakat csináltak. Ilyen edények összetört, földbe ásott maradványait találták meg Róma egyik részén mint egy szemétlerakót. Azonban a kereskedők a több pénz reményében csaltak, és hamisították az adatokat. Ez mindennapos eset volt, ezért a római katonaság gyakran tartott ellenőrzést, és a csalókat megbüntették. A városban még éjszaka is nagy volt a nyüzsgés, mivel az érkező hajókról ki kellett rakodni az árut és elraktározni, ezért az utcák még éjjel is hangosak voltak. Róma utcái nagyon piszkosak voltak, ezért a gazdag patríciusok szolgáikkal vitették magukat egyik helyről a másikra. Mikor pihenni vágytak, a sok városi fürdő egyikében fürdőztek. De a fürdők nem csak erre szolgáltak. Voltak benne könyvtárak, szaunák, edzőtermek, de a gyermekek számára játszótér is. Egy egész szabadidő-központ volt.
Napirenden voltak a járványok is, mivel az egyszerű emberek a Tiberisből hordták a vizet, ebben tisztálkodtak és ezt is itták. A kanalizáció is rosszul volt megoldva, mivel a szennyvizet visszavezették a folyóba. A vezetékek is gyakran eldugultak, mivel az emberek a hulladékot is oda öntötték. Néhány a vízelvezetők közül még ma is használatban van, és látni lehet bennük a réseket, ahol a tűz égett, hogy legyen valami fényforrás a tisztításkor.

### Vallás
A rómaiak az ókori népek többségéhez hasonlóan történelmük jelentős része során politeisták voltak. Vallásuk erőteljes görög hatást mutat, szinte minden jelentős római istennek volt görög megfelelője. Rómában azonban az egyes istenek körül sokkal szervezettebb kultusz és papi rend alakult ki. A császárkortól az uralkodót is isteni személyként tisztelték. Azok az eredeti római istenek, akiket nem az idegen vallásokból vettek át, többnyire csak egy-egy jelenség, elvont tulajdonság megszemélyesítései voltak, például Africus a délnyugati szél istene, Felicitas a siker istennője. A legjelentősebb talán Janus (Ianus), a kezdet és vég istene, akinek két arca közül az egyik a múlt, a másik a jelen felé fordul, s akinek nevét január hónapnevünk is őrzi.
Mint a más népekkel kapcsolatban lévő (Róma esetében: azokat meghódító) politeista népek általában, Róma is meglehetősen nyitott volt az idegen istenek felé, mert abban hittek, hogy így több isten fogja őket támogatni, tehát sikeresebbek lesznek. Főleg a köztársaság válsága és a császárkor időszakában voltak elterjedtek a misztériumvallások. Kiterjedt kultusza volt például az egyiptomi Ízisznek, de Mithrászt is tisztelték.
313-ban az addig üldözött kereszténységet I. Constantinus engedélyezte mediolanumi (milánói) ediktumában, a század végén (394-től) I. Theodosius rendelkezése nyomán pedig államvallássá lépett elő. Ez nagy hatással volt a vallás későbbi történelem- és kultúra formáló szerepére Európában és a világ nagy részén.

### Tudomány
A római (latin), görög és föníciai írás között összekötő kapocs volt az etruszk ábécé.
A rómaiak természettudományos ismereteire a görög természetfilozófia, az etruszk tanítások, illetve kisebb részben az egyiptomi, babyloni természetről alkotott nézetek voltak hatással. A római természettudomány inkább a gyakorlati alkalmazásra és a rendszerezésre törekedett, nem alkotott újat. A rómaiak legjelentősebb természettudományos alkotása Idősebb Plinius nevéhez köthető, aki Naturalis Historie libri XXXVII címmel 37 kötetben foglalta össze kora, és az azt megelőző idők természetről alkotott nézeteit.

### Irodalom

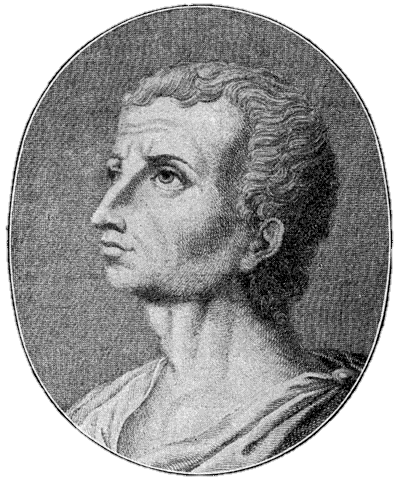
Titus Livius

### Oktatás
Rómában az oktatás célja az volt, hogy a diákokból képzett szónokokat képezzen.
A tanév március 24-én kezdődött. Minden tanítási nap korán reggeltől késő délutánig tartott. A fiúkat és a lányok egy részét 6 éves koruktól iskolákba járatták. Az római elemi oktatás tekercsek és könyvek segítségével megtanította a diákokat írni, olvasni, és számolni. 13. életévüket betöltve a diákok megismerkedtek a görög és római irodalommal és nyelvtannal. 16 évesen végül néhány diák szónoki iskolákban csiszolta tovább képességeit.
Mivel az oktatás nem volt ingyenes, a szegényebb családok gyermekei nem jártak iskolába, hanem otthon tanultak, szüleiktől.

### Nyelv
Az ókori Róma nyelve hivatalosan a latin volt. A meghódított népek és a határmenti törzsek egymás között a saját nyelvükön beszéltek.

### Egészség
Az orvostudomány a rómaiak idejében gyerekcipőben járt, a betegségek okait nemigen ismerték. A legtöbben abban a hiszemben éltek, hogy bajt az emberekre egy isten – netán rontás vagy átok – küldi. Így enyhülést is természetfeletti erőknél kerestek, és messze földre utaztak egy-egy gyógyító szentélybe vagy fürdőre. A kizárólag férfiakból és csaknem kizárólag görögökből álló orvosi kar drágán adta olykor kétes értékű szolgáltatásait. Volt néhány hatásos orvosságuk, de nem tudtak pl. elégségesen érzésteleníteni, így a műtétek fájdalmasak és veszélyesek lehettek.

### Gasztronómia
Egyszerű étkezést folytattak: bor, kása, olajbogyó, sült hal és ritkán hús. Sokféle kenyeret készítettek. A lakomákon már a nők is jelen lehettek. A gazdagok asztaláról általában nem hiányozhatott a garum halmártás, amely a kor méregdrága luxusterméke volt. Az étkezés örömein túl más szórakozást is biztosítottak. A korabeli fogadások tevékenységét már akkor is törvény szabályozta: a házigazda felelős a vendég vagyonáért, testi épségéért.

## Ipar
Róma jelentős hódításai nyomán jelentős számú rabszolgára és nagy területekre tett szert. Például: Dacia, Gallia, Pannónia.
Daciában arany állt rendelkezésre, így az aranyművesség itt virágzott.

### Helyi kereskedelem, piacok
A piac az ókori városi ember életének, mindennapjainak szerves részét képezte. A római piac alapítását egy legenda a hatodik római királynak, Servius Tulliusnak tulajdonítja. Az ő nevéhez köti a hagyomány a minden kilencedik napon megtartandó vásárnapok (nundinae) megalapítását. Az adat nem feltétlenül történelmi, inkább arra tudunk belőle következtetni, hogy a hetipiac egy ősi intézmény, amelynek olyan jelentős a társadalmi hozadéka, hogy a római nép azt az egyik legjelentősebb királyuk nevéhez köti. A város közelében élő parasztok minden héten elmentek Rómába, hogy kevés feleslegüket értékesítsék, saját maguknak a csereáruikat beszerezzék, valamint vitás ügyeikben igazságot tetessenek. Minden nyolc, munkában eltöltött nap után összegyűltek a parasztok a Forum Romanumon. Ez már haladásnak számított, hiszen Romulus, az első király a szabad embernek csupán két foglalkozást engedélyezett: a földművelést és a háborút.
A régészeti leletek szerint az újonnan alapított Róma már i. e. 8. század végén élénk kereskedelmi életet élt, kapcsolatot épített ki Etruriával, így Róma nagyon korán be tudott kapcsolódni a kereskedelembe. A kereskedelmi cikkeket ekkor még a fémek és a kerámiai termékek jelentették és ezeket cserélték gyapjúra, állatra és állatbőrre.
A római kereskedelem fejlődése egyértelműen a munkamegosztásra utal. Már nem arról volt szó csupán, hogy az iparosok áruba bocsátották készítményeiket, hanem a kereskedők a fogyasztás és a termelés közt egy közvetítő szerepet töltöttek be. Ennélfogva a fogyasztónak megtakarították azt a fáradságot, hogy saját maga járjon utána a keresett árucikkeknek. Ez nem csak a fogyasztóknak volt előnyös, hanem a termelőknek is, hiszen a kereskedők nekik is energiát spóroltak meg azzal, hogy nem kellett a vásárlókkal közvetlen kapcsolatot tartaniuk. Nagy előrelépést teremtett a kereskedő, mivel létrehozta a közvetett kapcsolatot a nem egy helyen lakó termelővel és fogyasztóval. Eleinte javarészt vándorkereskedők (insitor) jártak a városokban, úgymond házaltak, a későbbiekben került sor csupán nyílt árusítású üzletek létrehozására.
Azonban meg kell jegyeznünk, hogy a római kereskedelem a kezdetekben elég nehezen fejlődött, szemben a dél-itáliai görög városokkal. Ennek fő okaként a római fizetőeszközök lassú kialakulását említhetjük. Kezdetben a rómaiak csak csereeszközöknek alkalmas árukkal – gabonával, fémekkel, állatokkal és rabszolgákkal – kereskedtek, bizonyos megállapodás alapján számították ki az árakat.
A rómaiak időnként nagyvásárokat (mercatus) is tartottak, amelyeken már nem csak az adott város, de a környék lakosai is megjelentek. Ezek a nagyvárosok, amellett, hogy sokkal forgalmasabbak voltak, mint a hetivásárok, még a nagyobb kínálat következtében nagy valószínűséggel olcsóbban, előnyösebb áron tudtak hozzájutni bizonyos munkaeszközökhöz, kézművesárukhoz.
A piacok ekkor még szakrális színezettel bírtak, görög példával éltek e tekintetben is. A rómaiak is összekapcsolták a nagyobb vallási ünnepeket a haszonnal kecsegtető árucserével. A heti piacokon kívül augusztus 13-án éves vásárt tartottak, hiszen ez volt az Aventinuson lévő Diana-templom alapításának illetve a latin szövetségnek az ünnepe. Ilyenkor nagy játékokat tartottak, a templom környékére hatalmas kirakodóvásárt rendeztek, a lakosság mindent megvásárolhatott, amire szüksége volt. Különböző játékok (ludi) is szervesen kapcsolódtak a piac életéhez. Ezeknek a játékok általában egy ünnephez kapcsolódtak, kezdetben szekérversenyekből, különböző viadalokból álltak, majd kibővültek zenei és irodalmi előadásokkal, ahol a főszerepet általában a dráma játszotta. Július 6-tól 13-ig tartották ludi Apollinarest, Apollo tiszteletére. Ez volt az egyetlen ünnep, amit a köztársaság korában a praetor felügyelete alatt rendeztek. Szeptember 4-től 19-ig tartott a ludi Romani, amelyet i. e. 509-től, vagy 507-től tartottak Iuppiter tiszteletére. Az aedilisek a nép tiszteletére rendezték a november 4-től 17-ig tartó ludi plebeiit, ekkor már a vadállatok vadászata is szerepelt a játékokon.
A kereskedők is collegiumokba, azaz különböző érdekvédelmi közösségekbe tömörültek. Az egyesülés célja a munka védelme lehetett, de nem nélkülözhette a szakrális jelleget. Központját mindig valamely istenség kultusza képezte. Minden tag bizonyos díjat fizetett havonként a pénztárba, a melyből aztán a temetések és ünnepi lakomák költségeit fedezték. Ez idő tájt szaporodtak el lényegesen a boltok (taberna). A kiskereskedők még jó ideig a Forum Romanumon, az iparosok szomszédságában, kis bódékban árusították eladnivalójukat. Később a Forum Romanum kiterjesztette árukészletét. Feltehetőleg a Forum déli és északi oldalán Servius Tullius alatt épültek azok a vásáros bódék, a melyekről a Forum déli sorát sub veteribus, az északit sub novis néven nevezték. A Forum folyamatosan ünnepélyesebb és hivatalosabb arculatot kezdett ölteni, a kiskereskedők és iparosok pedig folyamatosan szorultak ki a területről.
Ahogy az iparosok szerettek egy-egy utcában tömörülni, hasonlóképpen a kereskedők sokszor egymás szomszédságában telepedtek le. Itt általában az azonos árucikkekkel foglalkozó árusok telepedtek le egy-egy utcában. Ilyen módon a vevők könnyebben tudtak tájékozódni az áruk minősége vagy ára felől és a kereskedők is könnyebben találtak vevőre. Az egyes utcákat az ott lévő árusokról nevezték el. A gabonakereskedők a Vicus Frumentariuson laktak, a kozmetikai cikkeket árusítók a Vicus Unguentariuson. A Vicus Materarius a fakereskedők utcája volt. A gyümölcs-, méz- és virágkereskedők, az ékszerészek és a hangszerkereskedők a Forum Romanumot átszelő Via Sacra mentén, a luxuscikkekkel foglalkozó árusok pedig a Mars mezőn voltak megtalálhatóak. A Forum Cuppedinisen nyalánkságokat, édességeket, desszertekként szolgáló árukat és azok alapanyagait szerezhették be a vásárlók, a Forum Holitoriumon a zöldségfélék széles választékával találkozhatott a vevő, a Forum Piscatoriumon volt megtalálható a halpiac, a Forum Suariumon sertéseket lehetett vásárolni, a Forum Boariumon pedig szarvasmarhákat. A Forum Cuppendinisen csemegeárukkal kereskedtek.
I. e. 210-ben a halpiac és a környező területek leégtek. Ezért i. e. 179-ben, a helyreállítás során több, szakosított kisebb piacot összevontak és a Forum Piscatoriumon létrehozták az első nagy vásárcsarnokot (macellum), ahol egységesítettebb piac állt a vásárlók rendelkezésére. Emiatt könnyebb lett a vásárlók számára a beszerzés, valamint hatóságilag egyszerűbb volt a piacok ellenőrzése. A későbbiek folyamán több hasonló épület is napvilágot látott. A macellum szó jelentése a görög kerítés szóból származik. A macellumon belül árusító helyek voltak, de kívülről is körbevették kisebb boltok. Görög mintára a macellum az esetek nagy részében kör alakú volt, felülről nyitott, innen kapta a friss levegőt és a világítást. A középen szökőkút ontotta vizét, medencéjében moshatták meg a vásárlók a beszerzett árut, itt tisztították meg a halakat pikkelyeiktől, úgyhogy a kosarakba, hálókba a tiszta élelmiszert rakták (3. melléklet).
Az áruraktárt éjjel, miként minden üzletet, ráccsal vagy deszkatáblákkal zárták el. A macellum márványpadlóját sűrűn felmosták, s bizonyos, hogy a környékbeli házak lakói nem szenvedtek annyit a kellemetlen szagoktól, mint a piacok körül lakók. Varro is megemlíti az ilyenfajta piacokat írásában, úgy jellemezi, hogy nem egy nagy központi piac létezett, hanem különböző, áruspecifikus, egyfajta árura specializálódott kisebb piacok.
A kereskedelem e szintjén fontos volt az eladásra ösztönző elemek szélesítése. A macellumokat már messziről hallatszó zsivaj jellemezte, melyről Seneca így ír: „No és, ahogy a lepénysütők kurjongatnak összevissza, a kolbászos, a cukrász meg mindenféle csemegeárus, jellegzetes hanghordozással kínálva portékáját.”
Általában hangosan kínálták portékáikat, egy-egy mintadarabot kifüggesztettek, néha valóságos kirakatot terveztek, hogy a vevő figyelmét könnyebben le tudják kötni az adott áruk. Már a kora reggeli órákban megérkeztek a hentesek, halászok, zöldség- es gyümölcsárusok, elfoglalták helyüket a boltokban és várták a vevőket. Több helyen is előfordult, hogy fehér, vászonból készült függöny takarta el a bejáratot. Nem volt ritka az az eset sem, amikor ezekre a vászonfüggönyökre különböző hirdetéseket festettek, de találkozhatunk olyan példával is, amikor domborműves cégtáblákat akasztottak ki az eladók.

### Közlekedés
A Római Birodalom mintegy 2000 városias jellegű települését (municipium, colonia) kb. 85 000 kilométernyi igen jó minőségű úthálózat kötötte össze. Ezek az úgynevezett viae-k (a via latin szó többes száma). Az utak mentén mérföldkövek jelezték, hogy milyen messze van a legközelebbi város (egy római mérföld ma kb. 1 480 méternek felel meg, akkoriban 1000 passus, azaz kettős lépés volt egy milliarum). A római országutak nagyjából a maihoz hasonlóan készültek: pontos földmérések után kiásták az út helyét, majd elhelyezték a szegélyt. Ezután az árkot feltöltötték homokkal, kis kavicsokkal, majd egyre nagyobb kövekkel, s a végén kőlappal borították be az egészet. Az utakon gyalog, lóháton, illetve lovas szekérrel közlekedtek. A kocsiknak is több fajtája volt. A biga, a római ifjak kedvelt járműve kétkerekű lovas szekér volt, melyet egy vagy két ló húzott. Valamivel lassabb jármű volt a quadriga a lovas szekér, melyet négy ló húzott.
A vízi közlekedés – folyami és tengeri – evezős csónakokkal, illetve evezős-vitorlás, nagyméretű hajókkal történt. Három evezősoros volt a trireme, öt evezősoros a quinquireme, de ezeket inkább harcra használták, mintsem békeidőben közlekedésre.

## Politika

### Hadviselés
Mielőtt megismernénk az ókori rómaiak hadmozdulatai és alakulatait ismerkedjünk meg a felosztásáról. A hadsereg légiokból állt, egy légióban 6000 ember szolgált és a légiók úgynevezett cohorsokból álltak. Egy cohors 600 embert foglalt magába, a cohorsok pedig centuriákból (századokból) álltak. Egy centúriában 100 ember volt s élükön a centúrió (százados) állt. A sereg vezére a dux (fővezér) volt. A katonák (zsoldosok) pénzt (zsoldot) és egyéb ellátást kaptak. A közkatonák (legionáriusok) nagyon kemény kiképzést kaptak. Ennek célja a teljes, tökéletes fegyelem.
A királykor értékelése
- Róma állami létének első századait egy meglehetősen tagolt államszervezet fokozatos kialakítása jellemezte.
- A három állami szerv (király, vének tanácsa, hadsereg) az ún. katonai demokrácia hagyományos képletét mutatta, Rómában néhány száz év alatt jelentős változáson ment át az átvett minta.
- Elsősorban a fellépő gazdasági és külpolitikai problémák hatására a politikai szervezet egyre bonyolultabb lett:
- Egy önkéntes véd- és dacszövetségből, melyben mindenki önként mondott le egyes igényeiről, de mégis mindenki hallathatta bizonyos mértékig szavát,
- Az etruszk királyok alatt a körülményeknek inkább megfelelő, abszolutisztikus jellegű kormányzat alakult ki, amely jobban megszervezte a gazdaságot és hadsereget.

### Jog
a XII táblás törvény tartalma jelleg:
A római szokásjog és a társadalmi-közjogi kompromisszumok eredményei magánjogi vonatkozásainak rögzítése régi szabályok rögzítése néhány újítással
nem kodifikáció!!
- nem törekszik teljességre
- a vitatott szabályok egyértelműsítése a célja
- az alapvető, tiszta szabályokat ismertnek veszi
- magánjogi és eljárásjogi szabályok

törzsi-szokásjogi normák (példák)
- Szankciók alapján felismerhetők
- spontán kikényszerítésű normák •tolvaj rabszolgával szemben (VIII.14) •hamis tanúval szemben (VIII.23) •megvesztegetett bíróval szemben (IX.3)
- közösségi talióval sújtott cselekmények •ügyleti tanúskodást megtagadóval szemben (VIII.22)
- önhatalmat engedő normák •(családon belül és idegenekkel szemben korlátlan) •római polgárral szemben társadalmi ellenőrzés mellett alkalmazható •éjjeli tolvaj megölése (VIII.12) *tagcsonkítás (VIII.2)
- önhatalmat korlátozó normák